# Pedro Manrique de Padilla

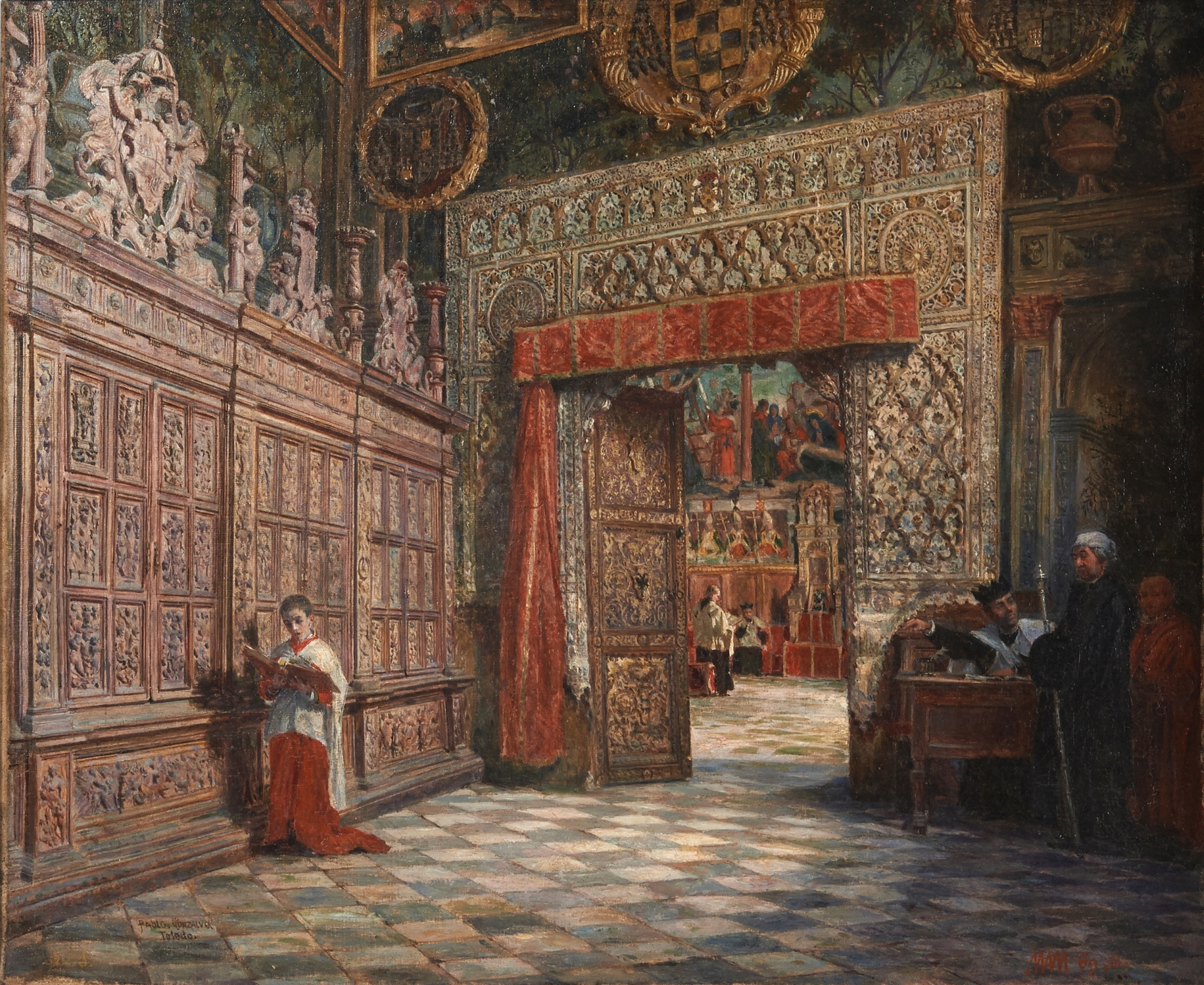
Antesala y sala capitular de la catedral de Toledo, de donde fue canónigo y obrero mayor, Pedro. (Óleo de Pablo Gonzalvo)

Pedro Manrique de Padilla (Ezcaray, ¿?-Alcalá de Henares, 22 de enero de 1577 ) fue un noble y eclesiástico español del siglo XVI.

## Biografía
Era hijo de Antonio Manrique de Lara, señor de Valdezcaray; y su esposa Luisa de Padilla Enríquez, hija del adelantado mayor de Castilla. Tuvo otros hermanos y hermanas:
- Juan de Padilla y Manrique (-1563) que llegaría a ser adelantado mayor de Castilla por herencia de su abuelo materno.
- Martín de Padilla, I conde de Santa Gadea y después de las renuncias de sus sobrinos (hijos de Juan)
- Gómez Manrique, comendador de Lopera en la orden de Calatrava.
- Luisa Manrique de Padilla, casada con Luis Fernández Portocarrero y de la Vega, II conde de Palma del Río.[4]
- Ángela Manrique de Lara, casada con Juan Alonso de Moxica, señor de las Casas de Moxica y Buitrón
- Isabel Manrique de Padilla, Juan Hurtado de Mendoza y Luna, II marqués de Montes Claros y II Marqués de Castil de Bayuela.

Pedro seguiría la carrera eclesiástica, estudiando en la Universidad de Alcalá. Sería en esta ciudad donde conocería a la Compañía de Jesús, haciendo a sus 15 años entonces voto de entrar en ella. Posteriormente, la Sede Apostólica le dispensaría de este voto.
Llegaría a ser  a ser nombrado canónigo (canonjía 29. ª) de la catedral de Toledo en 1560. Posteriormente , en 1567, llegaría a ser obrero mayor de ese templo, primado de España. Sucedió como obrero mayor a su tío García Manrique de Lara. También fue administrador del Hospital de Tavera en esa ciudad
En 1564 fue encargado por el cabildo toledano para viajar a París, ya que Felipe II había conseguido de Carlos IX de Francia que la abadía de Saint-Denis enviara a Toledo los restos de San Eugenio, primer arzobispo de Toledo. Volvió a Toledo junto con los restos en 1565. Mandó realizar una bóveda pintada en su casa en honor del santo y como conmemoración del regreso de sus restos.
A principios de 1572 recibió en Toledo a su sobrino Antonio, hijo de su fallecido hermano Juan. Antonio había sido enviado por su madre Luisa de Padilla a Toledo ya que el joven deseaba hacerse jesuita. Ya en la ciudad, Antonio escapó de casa de su tío para llegar a la casa profesa donde intentó ingresar en la Compañía de Jesús. Finalmente se convenció al joven que volviera a Valladolid.En esa misma época ayudó a Teresa de Jesús a fundar en Toledo un convento de su reforma, frente a las reticencias de Gómez Tello, gobernador del arzobispado de Toledo.
En la década de 1570 ingresó en la Compañía de Jesús, cumpliendo con el voto realizado a sus 15 años.
Murió en Alcalá de Henares el 22 de enero de 1577.